# NGC 7787
NGC 7787 (również PGC 72930 lub UGC 12849) – galaktyka spiralna (S0-a), znajdująca się w gwiazdozbiorze Ryb, która została odkryta przez Alberta Martha 23 października 1864 roku.